# Линьерак
Линьера́к (фр. Ligneyrac, окс. Linhairac) — коммуна во Франции, находится в регионе Лимузен. Департамент — Коррез. Входит в состав кантона Мессак. Округ коммуны — Брив-ла-Гайард.
Код INSEE коммуны — 19115.
Коммуна расположена приблизительно в 430 км к югу от Парижа, в 95 км южнее Лиможа, в 27 км к юго-западу от Тюля.

## Население
Население коммуны на 2008 год составляло 300 человек.
| 1962 | 1968 | 1975 | 1982 | 1990 | 1999 | 2008 |
| ---- | ---- | ---- | ---- | ---- | ---- | ---- |
| 339  | 356  | 267  | 298  | 284  | 279  | 300  |

## Экономика

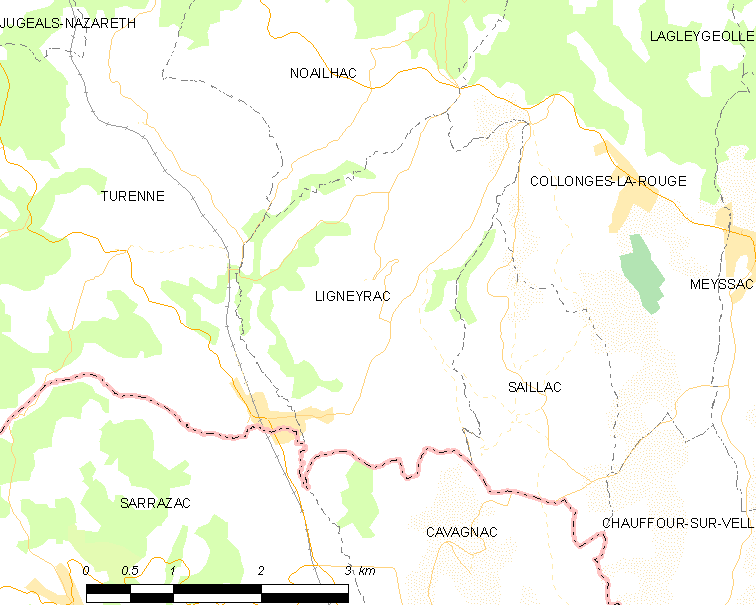
Карта коммуны

В 2007 году среди 196 человек в трудоспособном возрасте (15-64 лет) 111 были экономически активными, 85 — неактивными (показатель активности — 56,6 %, в 1999 году было 57,1 %). Из 111 активных работали 108 человек (60 мужчин и 48 женщин), безработных было 3 (0 мужчин и 3 женщины). Среди 85 неактивных 14 человек были учениками или студентами, 20 — пенсионерами, 51 были неактивными по другим причинам.

## Достопримечательности
- Замок Пёш (XV—XVI века). Памятник истории с 1998 года[3]
- Церковь Сен-Сир-э-Сент-Жюлит (XII—XIII века). Памятник истории с 1928 года[4]
- Замок Рю (XVI—XVII века). Памятник истории с 1965 года[5]